# يعبول
اليعبول بالإنجليزية Whitetail dascyllus سمكة من اسماك التي تعيش بين الشعاب المرجانية .يستطيع أن يموه نفسه فيغير لونه إذا ما رأى خطرا يهدده. وبهذا ينسجم مع لون بيئته.و يستطيع كذلك التظاهر بالموت بأن يستلقي على ظهره. يتواجد في المحيط الهادي والبحر الأحمر والمحيط الهندي.

## الوصف
يصل طول سمكة اليعبول إلى عشرة سنتمترات. والذكور منها تصبح عدائية اثناء احتضنها لبيوض.